# Polluce (monte)
Il Polluce (Pollux in francese) alto 4.091 m è un monte del massiccio del Rosa nelle Alpi Pennine. È posto sul confine tra la Valle d'Aosta ed il Vallese.

## Descrizione

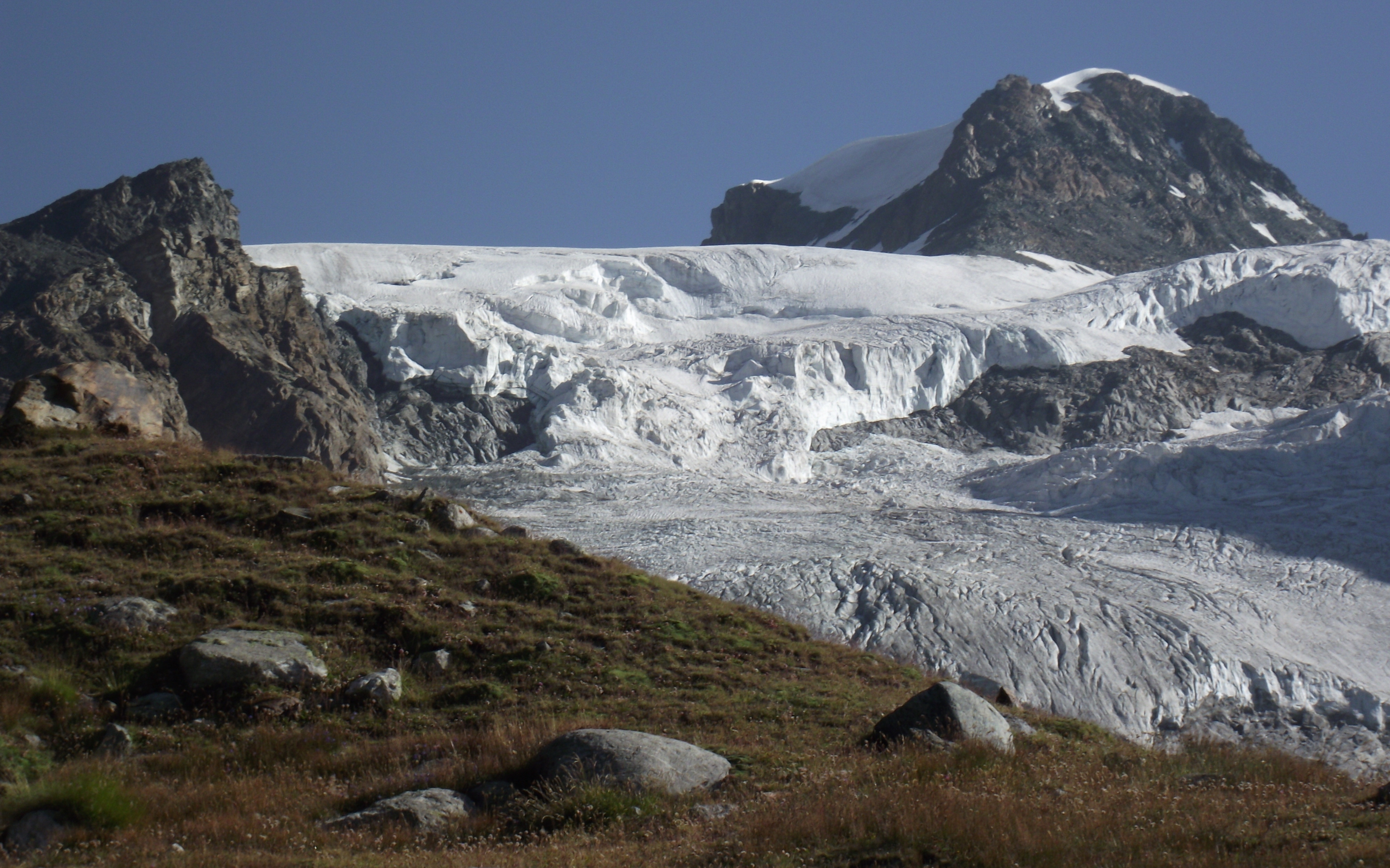
Il Polluce dal versante italiano con il Grande Ghiacciaio di Verra.

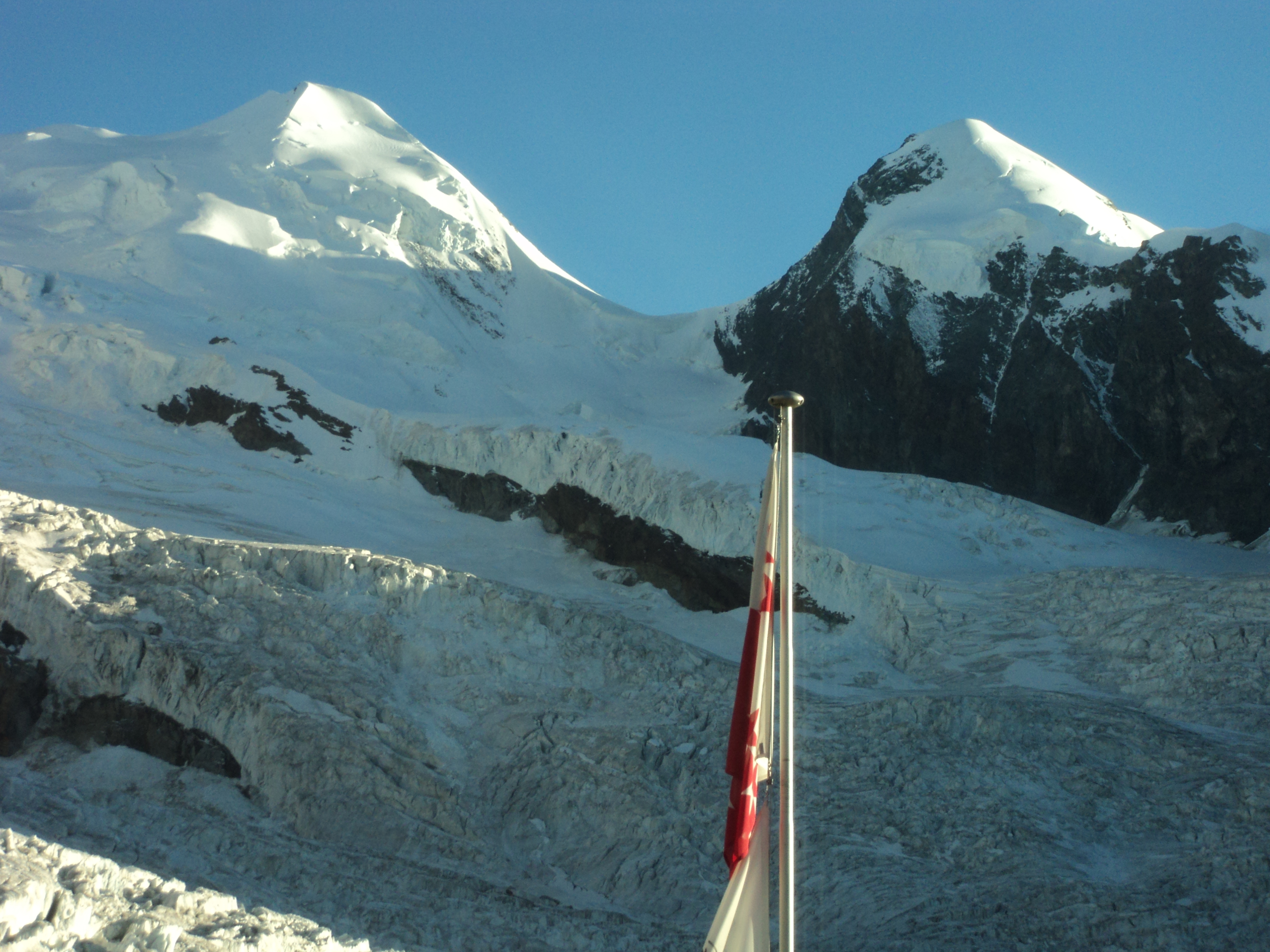
Il Castore a sinistra ed il Polluce a destra ripresi dalla Monte Rosa Hütte (versante svizzero). Da questo versante appare più evidente la similitudine tra i due monti.

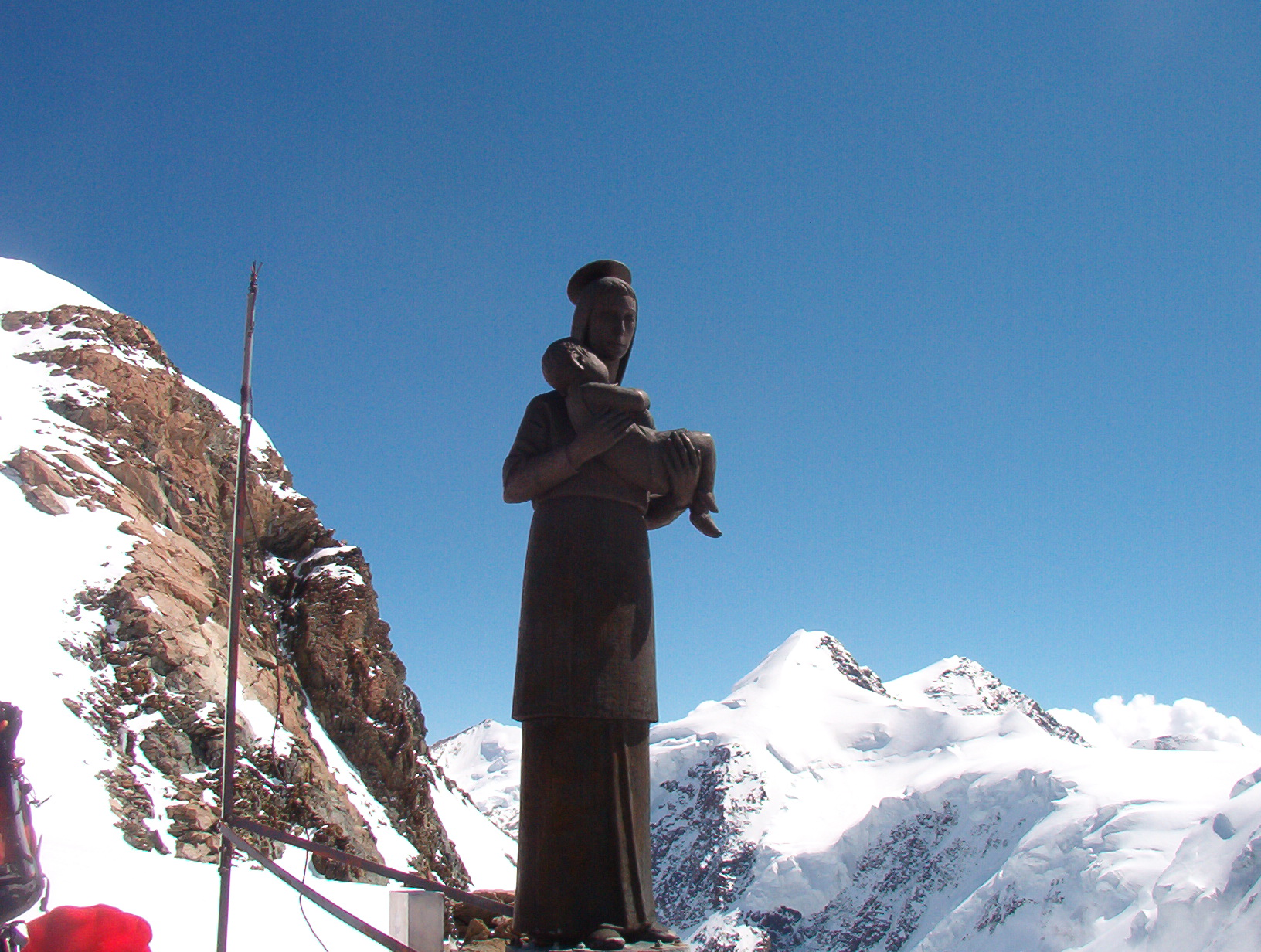
La statua della Madonna collocata sulla spalla sud-ovest lungo la via normale di salita.

Si trova lungo lo spartiacque che dal Breithorn conduce verso la Punta Dufour. Più in particolare è collocato tra la Roccia Nera, dalla quale è separato dallo Schwarztor (3.725 m), ed il Castore dal quale è separato dal Colle di Verra (3845 m).
Per la sua conformazione prende il nome, assieme al vicino monte Castore, dai due gemelli della mitologia greca. Tale conformazione appare più evidente dal versante nord svizzero. Viene considerato il gemello minore rispetto al Castore per la sua altezza minore e perché meno frequentato dagli alpinisti.

## Storia
La prima ascensione sul Polluce è avvenuta il 1º agosto 1864, il giorno della festa nazionale svizzera, per opera di Jules Jacot con la guida Peter Taugwalder.

## Salita alla vetta
La via normale di salita alla vetta avviene tramite la sua cresta sud-ovest, detta anche Via delle Roccette. Essa è classificata PD+.
Per raggiungere la base della cresta è possibile partire dal Rifugio Ottorino Mezzalama (3004 m) oppure il Rifugio Guide d'Ayas (3420 m). Da questi due rifugi percorrendo il Grande Ghiacciaio di Verra si sale verso il Colle di Verra. Lasciando la traccia che sale verso il Castore si gira sotto la parete del Polluce fino ad arrivare alla base della cresta. Alternativamente si può partire dall'arrivo della funivia collocata sul Piccolo Cervino ed arrivare ai piedi del Polluce passando sotto il Breithorn e la Roccia Nera. Dal versante nord, svizzero, si può partire dalla Monte Rosa Hütte. Dal rifugio abbassandosi e procedendo verso ovest si raggiunge la base dello Schwärzegletscher. Risalendo il ghiacciaio si arriva allo Schwarztor e quindi alla base della cresta.
Iniziando la cresta si sale dapprima un canalino nevoso e poi per rocce. Arrivati ad un risalto più ripido lo si supera con l'aiuto di alcune corde fisse collocate in loco. Si arriva così alla spalla sud-ovest (3.991 m) dove è collocata una statua della Madonna. L'ultimo tratto di cresta è nevosa e verso la vetta si presenta particolarmente affilata. La discesa è possibile con corde doppie dato che ci sono delle soste con catena e anello di calata.
La spalla sud-ovest dove è collocata la statua della Madonna può anche essere raggiunta per lo scivolo nevoso posto lungo il versante ovest e pendente fino a 45°. Si può salire sulla vetta anche per la cresta sud-est. Tale cresta inizia al Colle di Verra. Tale via viene classificata PD ed è utilizzata soprattutto per il concatenamento Castore e Polluce.
La via di salita lungo la parete nord-nord-ovest (Via Cametti-Raiteri) è classificata D-. Tale via si può iniziare dallo Schwarztor (3.725 m), è interamente su neve e raggiunge pendenze fino ai 70°. Prima salita in solitaria effettuata il 24 Agosto 1989 ad opera di Roberto Zaninelli.